# Karl Schmid (Buchhändler)
Karl Schmid (* 18. November 1827 in Meiningen; † 27. Oktober 1909 in Bern) war ein aus Deutschland stammender, seit 1850 in der Schweiz wohnhafter Buchhändler und Verlagsleiter.

## Leben und Wirken
Er war der Sohn von Friedrich Ferdinand Schmid und Sophie Johanna geb. Kupferschmied. Er absolvierte die Lehre in der Hermann’schen Buchhandlung in Frankfurt am Main.
1850 kam er nach Bern, wo er ab dem folgenden Jahr für die Dalp’sche Buchhandlung als Geschäftsleiter tätig war. 1866 erwarb er das Unternehmen und machte es zu einem erfolgreichen Verlag für Schulbücher, wissenschaftliche Publikationen und Landkarten. Nach der Aufnahme von Alexander Francke als Teilhaber änderte die Firma den Namen in Schmid, Francke & Co., vorm. Dalp’sche Buchhandlung, der spätere Francke Verlag.
1882 gründete er zusammen mit Hans Körber das Schweizerische Vereinssortiment in Olten, die genossenschaftliche Einkaufsorganisation des Buchhandels in der Schweiz, aus der das Schweizer Buchzentrum in Hägendorf entstanden ist. Das Vereinssortiment bezog zuerst Arbeitsräume im Hotel Krone bei der Stadtkirche von Olten und errichtete später einen neuen Firmensitz an der Jurastrasse in Olten.